# Erdőbényei - olaszliszkai magyar nőszirmos sztyepprétek
Erdőbényei - olaszliszkai magyar nőszirmos sztyepprétek este o arie protejată (arie specială de conservare — SAC, sit de importanță comunitară — SCI) din Ungaria întinsă pe o suprafață de 22,42 ha, integral pe uscat.

## Localizare
Centrul sitului Erdőbényei - olaszliszkai magyar nőszirmos sztyepprétek este situat la coordonatele 48°16′22″N 21°22′52″E / 48.272778°N 21.381111°E.

## Înființare
Situl Erdőbényei - olaszliszkai magyar nőszirmos sztyepprétek a fost declarat sit de importanță comunitară în mai 2004 pentru a proteja 2 specii de plante și 2 specii de animale. Situl a fost protejat și ca arie specială de conservare în februarie 2010.

## Biodiversitate
Situată în ecoregiunea panonică, aria protejată conține 3 habitate naturale: Tufărișuri subcontinentale peripanonice, Păduri panonice-balcanice de stejar turcesc - stejar sesil, Pajiști stepice subpanonice.
La baza desemnării sitului se află mai multe specii protejate:
- plante (2): Iris aphylla subsp. hungarica, sisinei (Pulsatilla grandis)
- nevertebrate (2): croitorul mare al stejarului (Cerambyx cerdo), rădașcă (Lucanus cervus)

Pe lângă speciile protejate, pe teritoriul sitului au mai fost identificate 3 specii de plante.